# PFK Botev Plovdiv
PFK Botev Plovdiv, bulharsky ПФК Ботев Пловдив, je bulharský fotbalový klub z Plovdivu, který byl založen 12. března 1912. Svá domácí utkání hraje na stadionu Christo Boteva s kapacitou 22 000 míst. Klubové barvy jsou žlutá a černá.
Dvakrát vyhrál bulharskou nejvyšší ligu (1929, 1967) a 4krát bulharský fotbalový pohár (1962, 1981, 2017, 2024). Největším mezinárodním úspěchem klubu je čtvrtfinále Poháru vítězů pohárů 1962/63. Založen byl roku 1912. V minulosti nesl též názvy DNV Plovdiv, DNA Plovdiv, SKNA Plovdiv a Trakia Plovdiv.

## Výsledky v evropských pohárech
| Sezóna  | Soutěž | Kolo |               | Soupeř             | Skóre    |
| ------- | ------ | ---- | ------------- | ------------------ | -------- |
| 1962/63 | PVP    | 1/16 | Rumunsko      | Steaua Bukurešť    | 2:3, 5:1 |
|         |        | 1/8  | Irsko         | Shamrock Rovers FC | 4:0, 1:0 |
|         |        | 1/4  | Španělsko     | Atlético Madrid    | 1:1, 0:4 |
| 1967/68 | PMEZ   | 1/16 | Rumunsko      | Rapid Bucureşti    | 2:0, 0:3 |
| 1968/69 | VELP   | 1    | Španělsko     | Real Zaragoza      | 3:1, 0:2 |
| 1970/71 | VELP   | 1    | Anglie        | Coventry City      | 1:4, 0:2 |
| 1978/79 | UEFA   | 1    | Německo       | Hertha BSC         | 0:0, 1:2 |
| 1981/82 | PVP    | 1/16 | Španělsko     | FC Barcelona       | 1:4, 1:0 |
| 1984/85 | PVP    | 1/16 | Lucembursko   | Union Sportive     | 1:1, 4:0 |
|         |        | 1/8  | Německo       | Bayern Mnichov     | 1:4, 2:0 |
| 1985/86 | PMEZ   | 1/16 | Švédsko       | IFK Göteborg       | 2:3, 1:2 |
| 1986/87 | UEFA   | 1    | Malta         | Hibernians FC      | 2:0, 8:0 |
|         |        | 1/16 | Jugoslávie    | HNK Hajduk Split   | 1:3, 2:2 |
| 1987/88 | UEFA   | 1    | Jugoslávie    | CZ Bělehrad        | 0:3, 2:2 |
| 1988/89 | UEFA   | 1    | Sovětský svaz | Dinamo Minsk       | 1:2, 0:0 |
| 1992/93 | UEFA   | 1    | Turecko       | Fenerbahçe SK      | 1:3, 2:2 |
| 1993/94 | UEFA   | 1    | Řecko         | Olympiacos         | 2:3, 1:5 |
| 1995/96 | UEFA   | 1    | Gruzie        | Dinamo Tbilisi     | 1:0, 1:0 |
|         |        | 1/32 | Španělsko     | Sevilla FC         | 0:2, 1:1 |